# Zhang Deyi
Zhang Deyi (chinesisch 張德彜, Pinyin Zhāng Déyí);(* 1847; † 1918) war ein chinesischer Diplomat.

## Leben
Seine Vorfahren waren aus Fujian in die Mandschurei migriert und wurden für die Truppen unter chinesischen Banner angeworben, als die Mandschu China eroberten. Er wurde in eine arme Familie geboren und gehörte 1862 zu den ersten zehn Studenten der Tongwen Guan (kaiserliche Akademie für westliche Sprachen und Wissenschaften in Beijing). Er zeigte Talent für die Englische Sprache.
1866 begleitete er mit den Kommilitonen Fen Yi und Yan Hui den Mandarin Bin Chun mit dessen ältesten Sohn Guang Ying auf einer Fact Finding Mission nach Europa.

## Tagebücher
- Auf der Rückreise schrieb er auf dem Segelschiff einen Bericht über die Tongwen Guan und diese Reise. In seiner Ersten Erzählung" berichtete er vom deutschen Krieg, von neuen Waffen, einem Empfang bei dem Empfang bei Augusta von Sachsen-Weimar-Eisenach, einem Besuch bei der Friedrich Krupp AG, Topografisches, Flora und Fauna.
- 1868 und 1869 reiste er als Dolmetscher unter der Leitung von Anson Burlingame und Zhi Gang erst nach Japan, dann nach Amerika, anschließend über den Atlantik nach Europa neun weitere Staaten darunter Frankreich, Belgien, Preußen und Russland. Über diese Reise berichtete er in seinem zweiten Tagebuch „Die zweite Erzählung“.
- In seinem dritten Tagebuch von 1870 berichtet er von einer Reise, bei der er die Mission von Chong Hou den kaiserlichen Gesandten nach Frankreich begleitete, wo 1871 die Pariser Kommune niedergeschlagen wurde. Über diese Missionen berichtete er in seinen Tagebüchern: Strange Tales from Over the Ocean, Further Strange Tales und Strange Tales

Sein 70-bändiges Gesamtwerk umfasst mehr als zwei Millionen Wörter.
1891 war er Deutschlehrer von Guangxu. Von 1887 bis 1890 war er Attaché unter Hong Jun in der Villa von der Heydt. Hier erlebte er das Dreikaiserjahr.
Am 13. Juni 1896 begleitete er Li Hongzhang nach Friedrichsruh. Vom 14. November 1901 bis 20. September 1905 war er Ambassador to the Court of St James’s